# قطعنامه ۵۷۲ شورای امنیت
قطعنامه ۵۷۲ شورای امنیت سازمان ملل متحد که در تاریخ ۲۰ سپتامبر ۱۹۸۵ تصویب شد، سندی بین‌المللی دربارهٔ آنگولا-آفریقای جنوبی است. این قطعنامه طی نشست ۲۶۰۷ام با ۱۵ موافق، ۰ مخالف و ۰ ممتنع تصویب شد.